# Almnäs, Södertälje kommun
Almnäs är ett område vid sydvästra sidan av sjön Måsnaren i Södertälje kommun. Området präglas av kulturhistoriska lämningar efter mänsklig verksamhet från forntiden till idag. Här fanns både säteri, järnväg och omfattande militär verksamhet. 2016 fastställde kommunen flera detaljplaner hur området skall kunna nyttjas framöver.

## Historik
Redan på forntiden var området bebyggt, som ett större gravfält bestående av cirka 100 fornlämningar med 30 högar och omkring 70 runda stensättningar kan vittna om. Området har sitt namn efter Almnäs gårds säteri vars huvudbyggnad låg på Almnäs udd, en halvö i sjön Måsnaren. Gårdens föregångare var kring 1600-talets mitt en del av Mältveta by bestående av tre gårdar. Almnäs som en självständig gård bildades 1875 och år 1897 friköptes den. Till gården anlades även en järnvägsstation för Norra Södermanlands järnväg. Järnvägsstationen  Almnäs byggdes knappt 600 meter väster om gården och invigdes 1895 (nedlagd 1968).

## Svea ingenjörkår i Almnäs
I samband med att Svea ingenjörkår (Ing 1) flyttade från  Frösunda till Almnäs 1969 revs Almnäs gårds bebyggelse och på gårdens marker uppfördes en stor militäranläggning, vars uppgift var att militärt säkra förbindelserna över Södertäljeviken, Södertälje kanal, Brandalsund och Mörkö. Man anlade vägar och uppförde ny bebyggelse med bland annat kanslihus, verkstäder, skjutbana och förläggningar. 1997 lades verksamheten ner, men militärbebyggelsen finns kvar och nyttjas idag delvis av privata aktörer.  Fram till 2004 var mindre militär verksamhet kvar i Almnäs med FN-skolan och Försvarsmaktens internationella centrum (Swedint).

## Almnäs idag och framtida planer
Totalt består det gamla regementsområdet av 249 134 m² landareal och 78 846 m² vattenareal. Området erbjuder i dag omkring 63 000 m² lokalytor fördelade på kontor, verkstad, industri, lager och utbildning. 2012 förvärvade byggföretaget Peab de centrala delarna och 2013 inleddes ett större detaljplanearbete av Södertälje kommun. 2014 invigdes trafikplatsen Almnäs på motorvägen E20. Därigenom fick området en direkt motorvägsanslutning. Genom områdets norra del går Måsnarenleden vars sträckning berörs delvis av framtidsplanerna.
Kommunens detaljplaner syftar till att skapa förutsättningarna för ny bostadsbebyggelse och områden för företagsetableringar med god logistisk anknytning till motorvägen. Detaljplanerna (Almnäs 5:2 och Tveta-Valsta 4:1) vann laga kraft i januari 2016. Planområdet ingår i ett större område som marknadsförs under namnet Stockholm Syd.

## Bilder från området

Byggnader och anläggningar
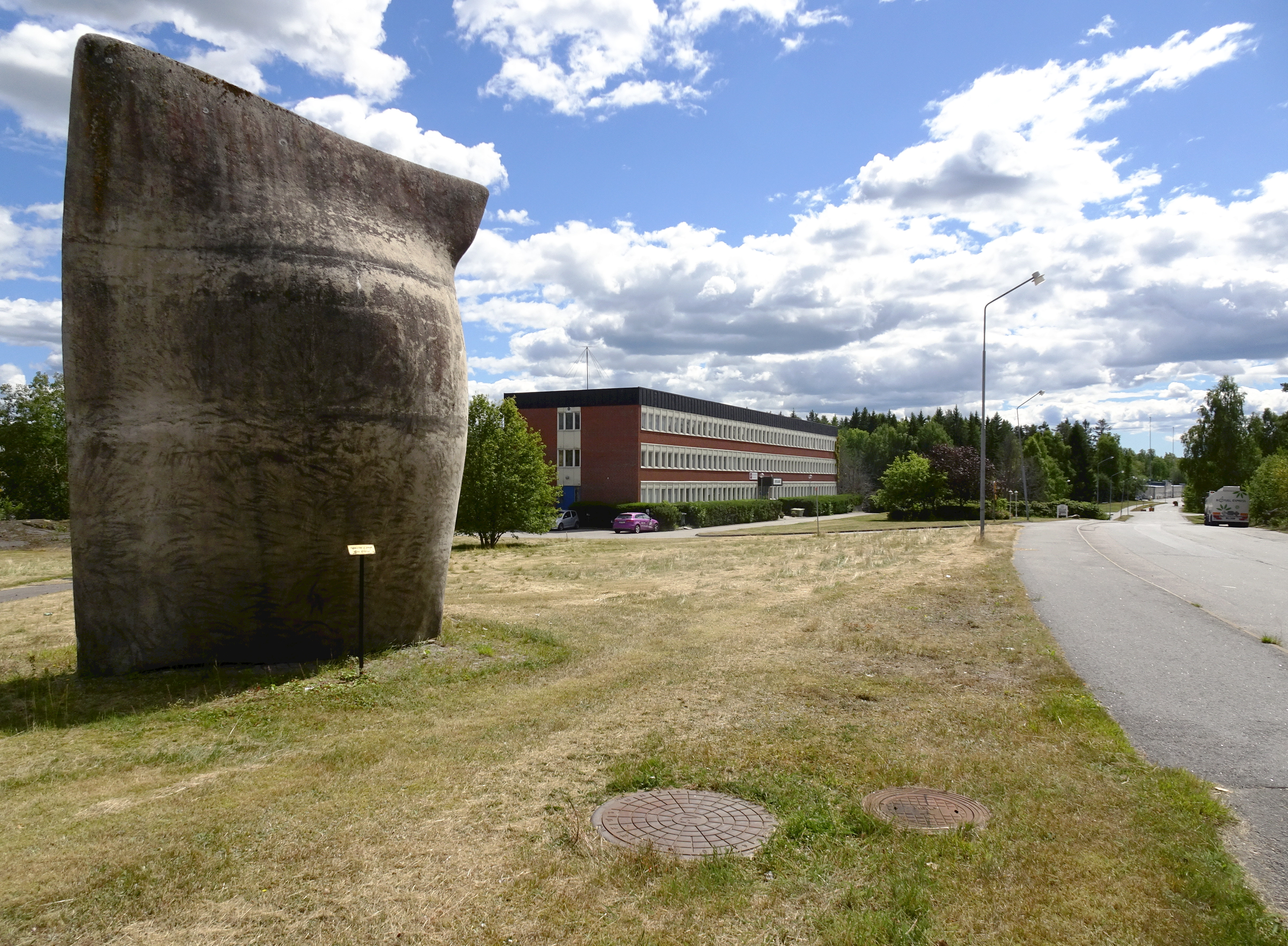
Administrationsbyggnad med "Skulptur i park" av Eva Lange
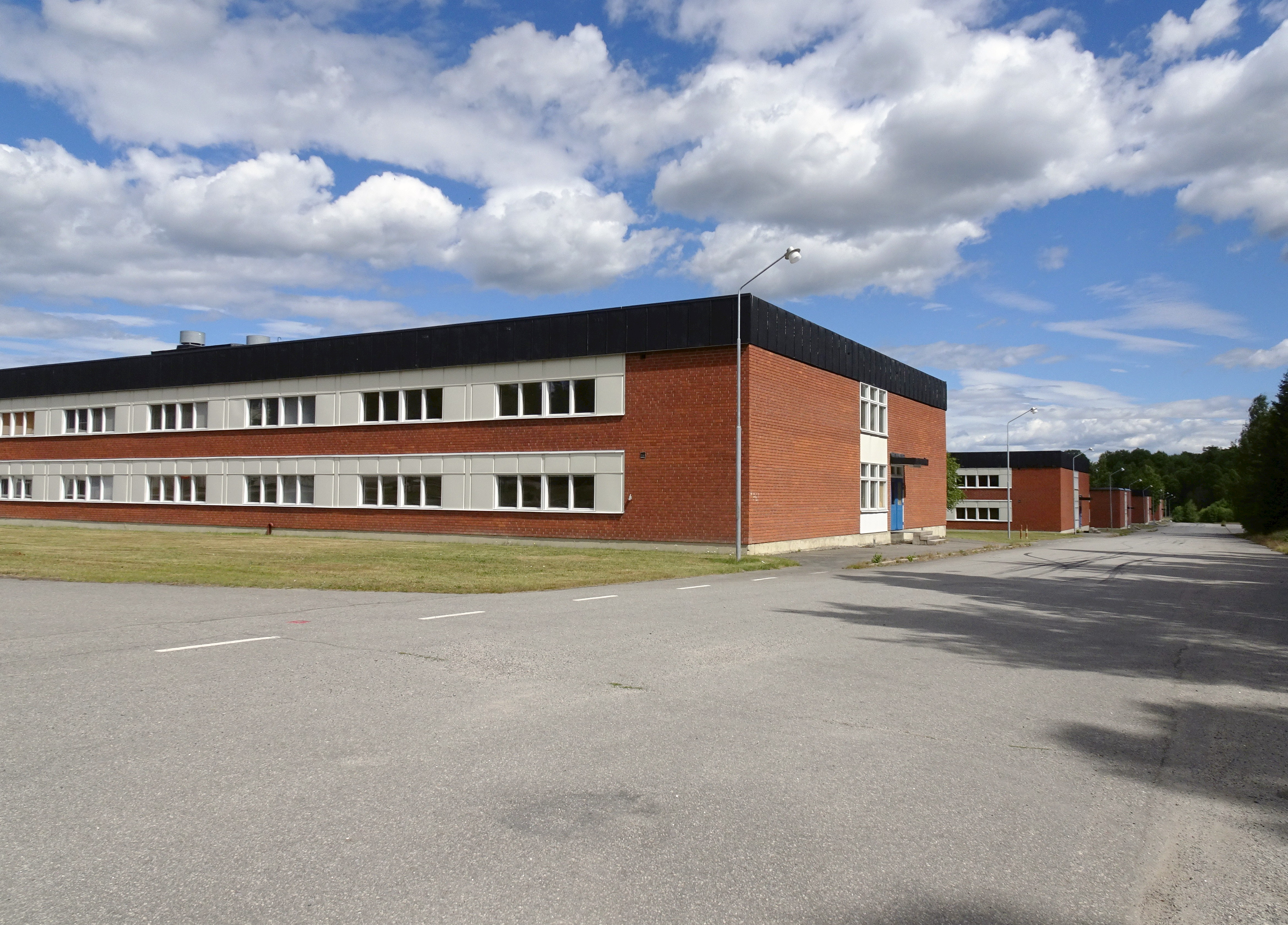
Kaserner efter Svea ingenjörregemente
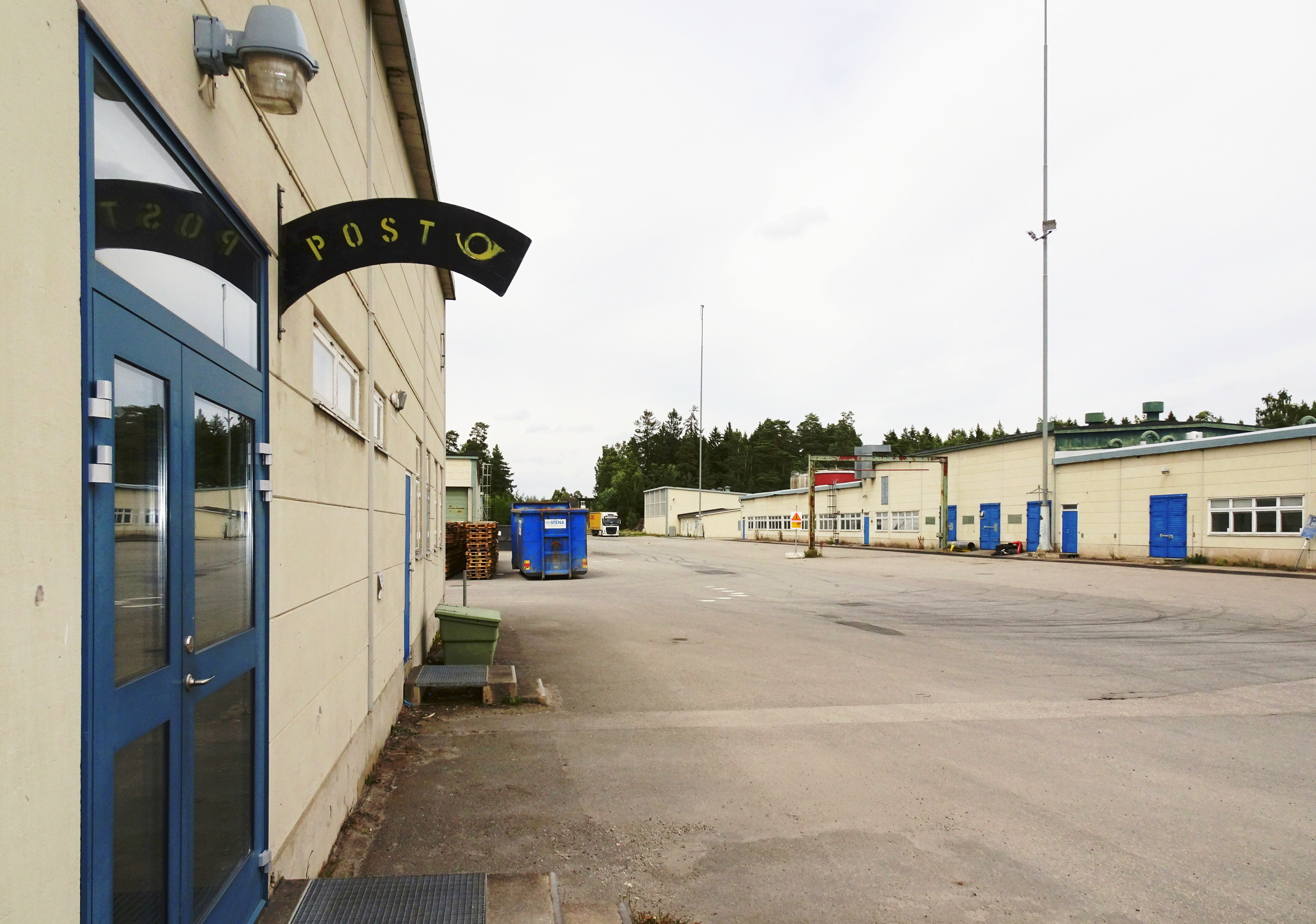
F.d. Motor- och förrådsområdet för Svea ingenjörkår
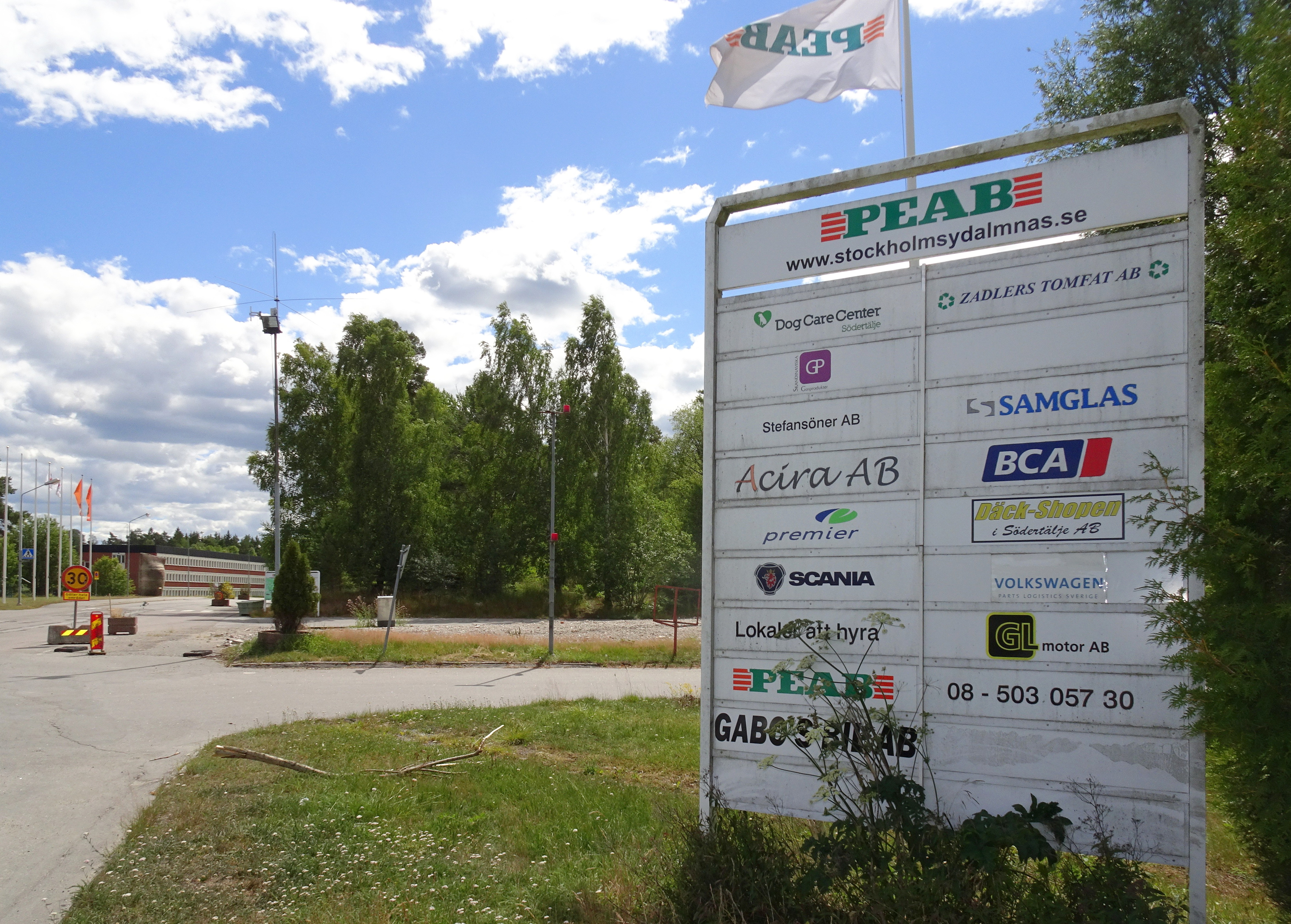
PEAB:s skylt i Almnäs

Omgivningen
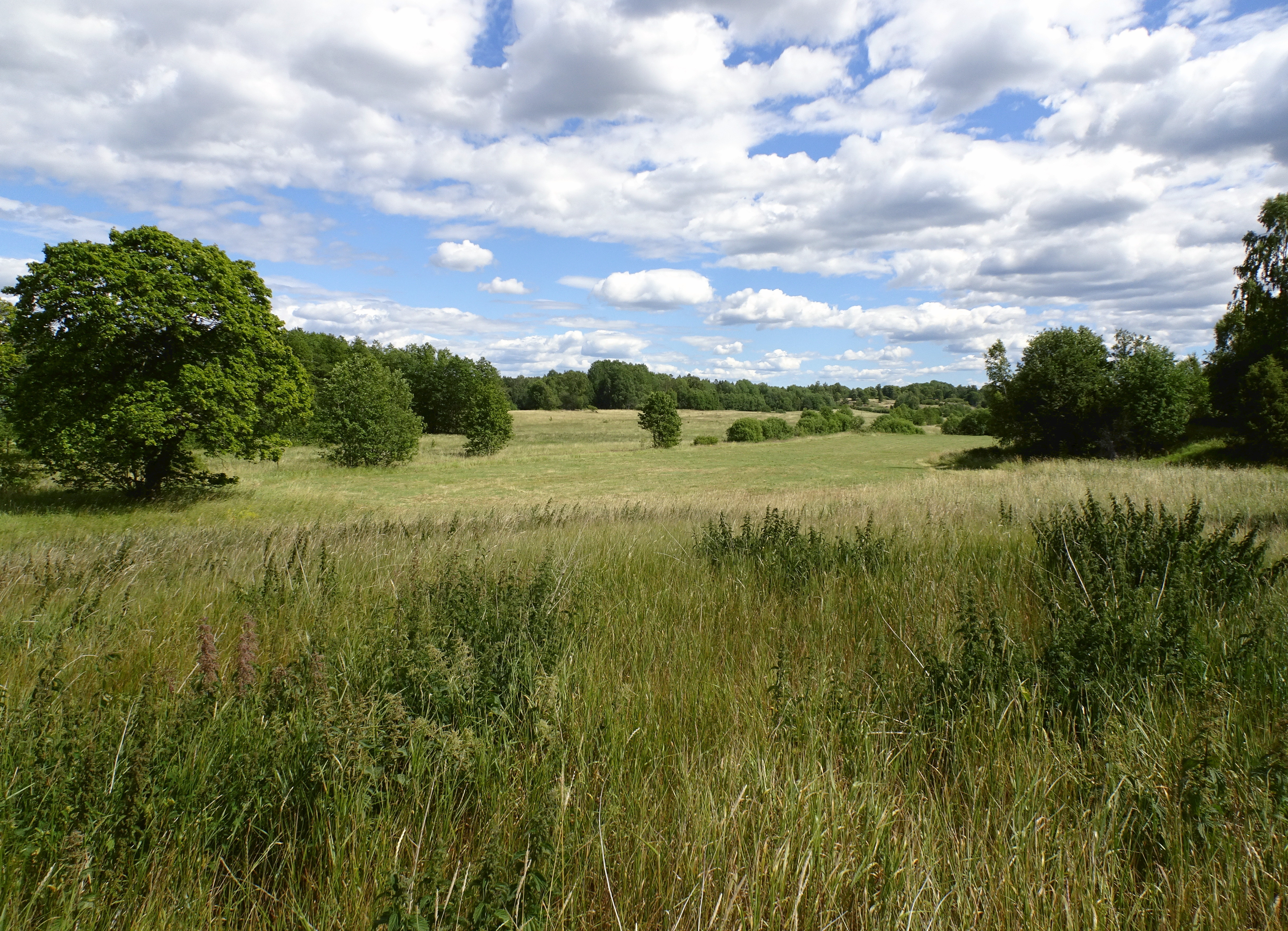
Gravhögar vid Almnäs (RAÄ-nummer Tveta 10:1)
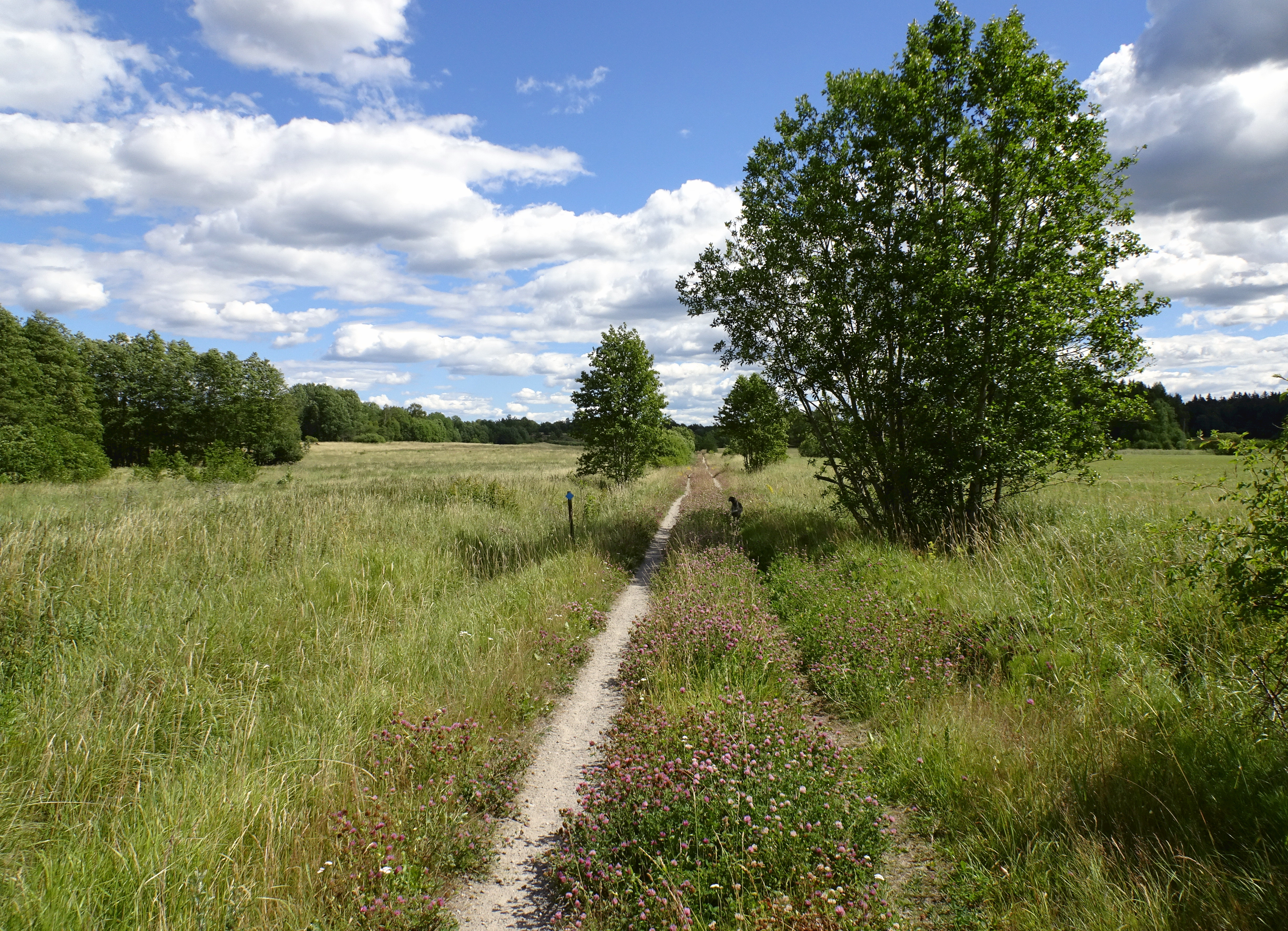
Almnäs gårds gamla allé idag en del av Måsnarenleden
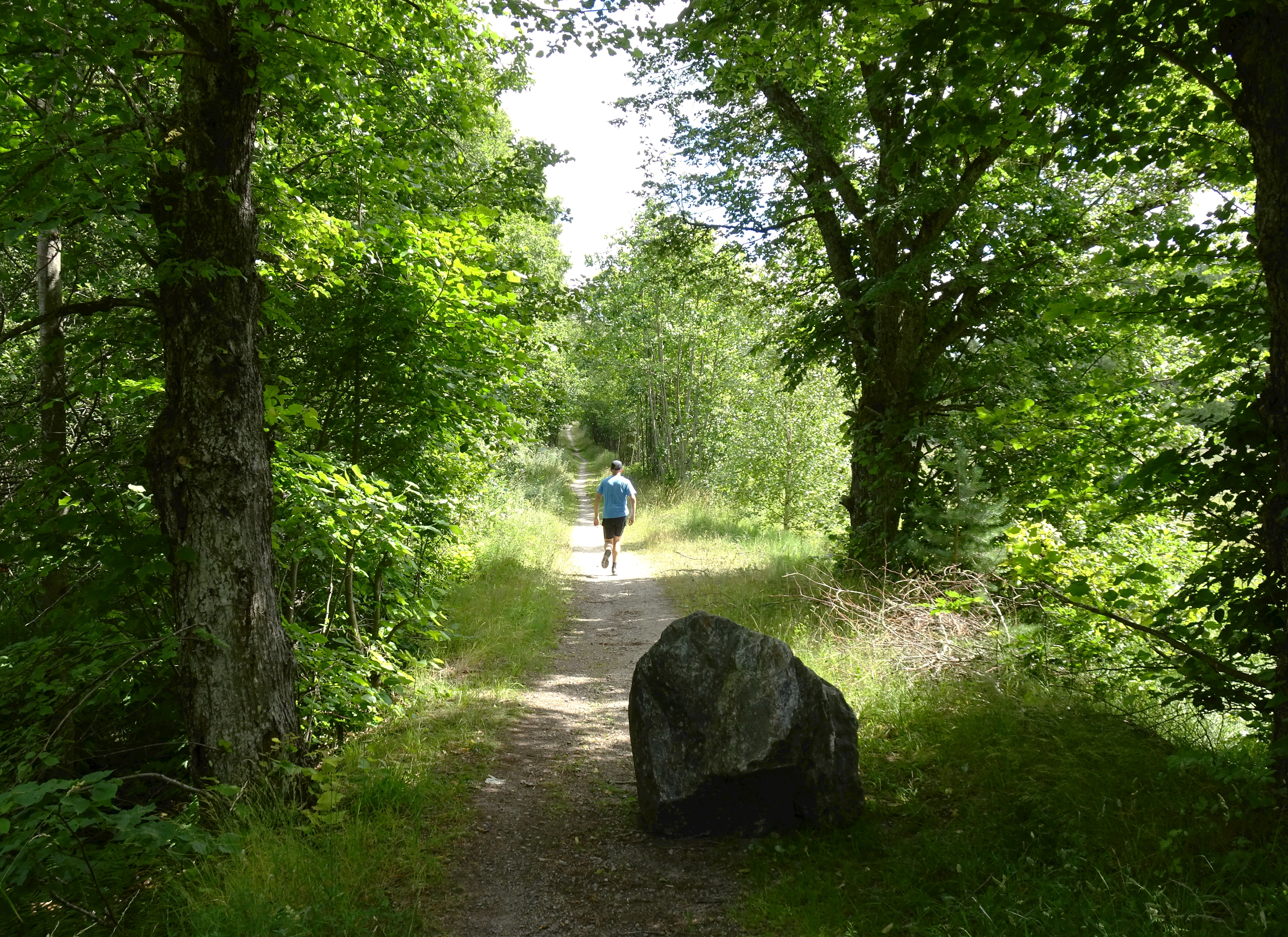
Almnäs gårds gamla allé
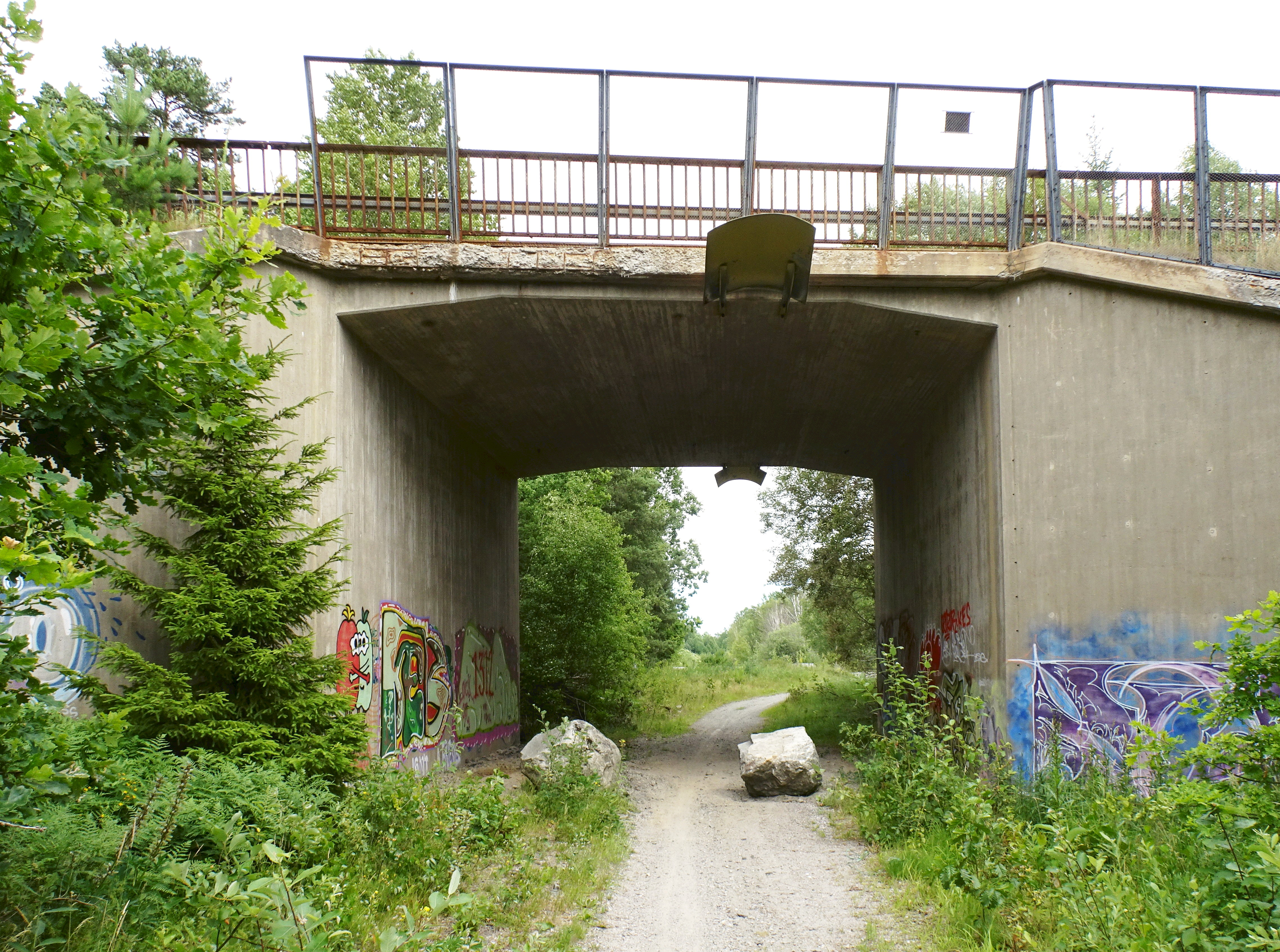
Bro för Norra Södermanlands järnväg nära Almnäs station